# Тараклия (Садык)
Тараклия (рум. Taraclia) — село в Кантемирском районе Молдавии. Наряду с селом Садык входит в состав коммуны Садык.

## География
Село расположено на высоте 65 метров над уровнем моря. Рядом с селом протекает река Ялпужель, правый приток реки Ялпуг.

## Население
По данным переписи населения 2004 года, в селе Тараклия проживает 227 человек (112 мужчин, 115 женщин).
Этнический состав села:
| Национальность | Число жителей | Процентный состав |
| -------------- | ------------- | ----------------- |
| молдаване      | 138           | 60.79             |
| гагаузы        | 68            | 29.95             |
| болгары        | 13            | 5.73              |
| украинцы       | 5             | 2.2               |
| русские        | 3             | 1.32              |
| Всего          | 227           | 100 %             |